# Peatîhatkî, Mîkolaiiv
Peatîhatkî (în ucraineană П'ятихатки) este un sat în comuna Neceaiane din raionul Mîkolaiiv, regiunea Mîkolaiiv, Ucraina.

## Demografie
Componența lingvistică a localității Peatîhatkî
     Ucraineană (100%)
Conform recensământului din 2001, toată populația localității Peatîhatkî era vorbitoare de ucraineană (100%).